# Lobaria crenulata
Lobaria crenulata är en lavart som först beskrevs av Joseph Dalton Hooker, och fick sitt nu gällande namn av Vittore Benedetto Antonio Trevisan de Saint-Léon. Lobaria crenulata ingår i släktet Lobaria och familjen Lobariaceae.   Inga underarter finns listade i Catalogue of Life.